# Cordia stuhlmannii
Cordia stuhlmannii là loài thực vật có hoa trong họ Mồ hôi. Loài này được Gürke mô tả khoa học đầu tiên năm 1895.